# Borler
Borler ist eine Ortsgemeinde im Landkreis Vulkaneifel in Rheinland-Pfalz. Sie gehört der Verbandsgemeinde Kelberg an.

## Geographie
Der Ort liegt in der Vulkaneifel in etwa 14 Kilometer Entfernung zum Nürburgring.
Zu Borler gehört auch der Wohnplatz Haus Heyerhütte.

## Geschichte
Borler liegt an einem Kreuzungspunkt zweier Wege, an denen sich zurück bis in die Römerzeit Siedlungsspuren nachweisen lassen: von der Nürburg bis Kerpen bzw. vom Barsberg weiter über den Senscheider Rücken (Standort einer Burg). Beide Wege nutzen den Übergang über den Nohner Bach, der in dem Tal zwischen Bodenbach und Nohn verläuft.

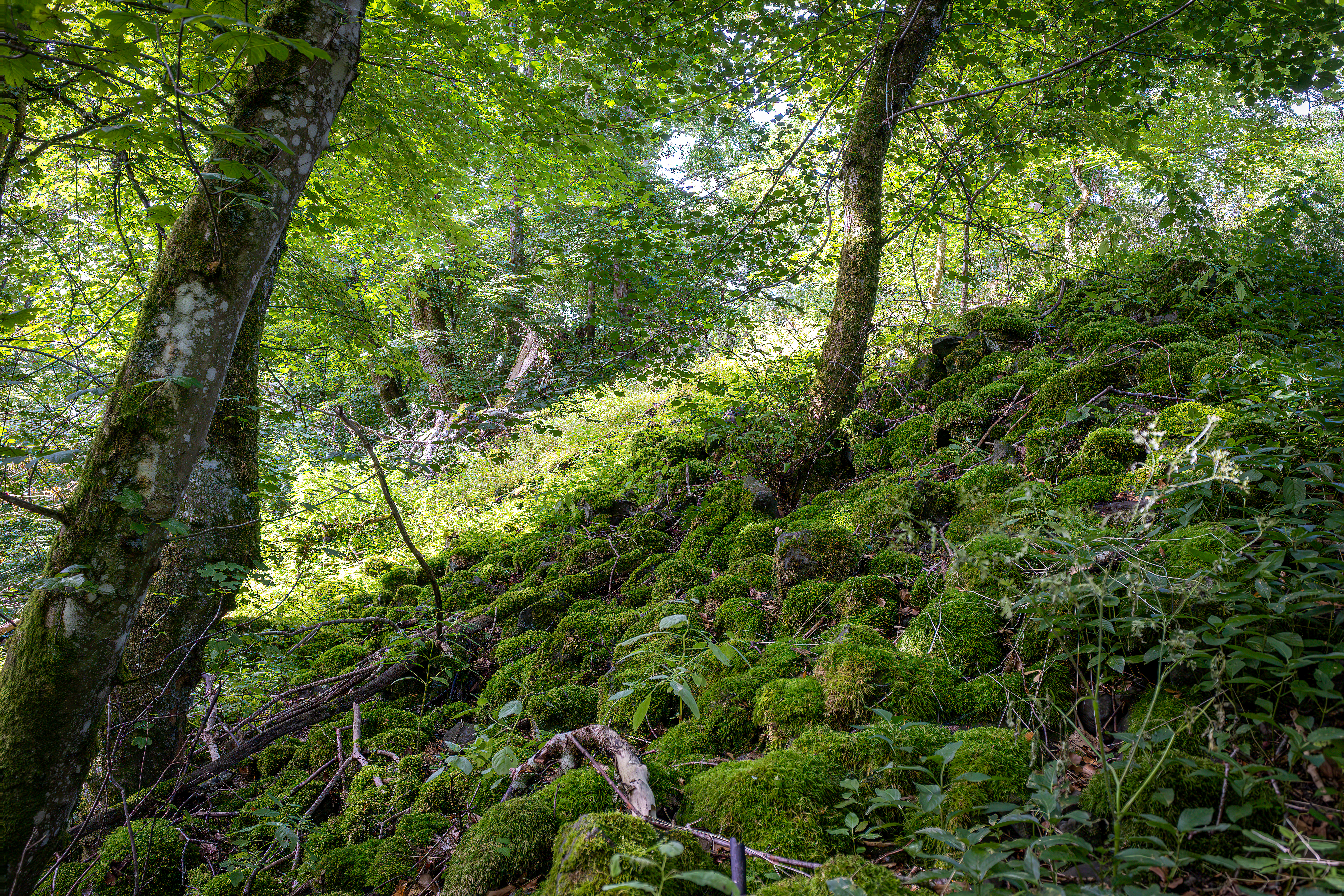
Reste einer keltischen Ringwallanlage auf dem Barsberg

Die ersten Besiedlungsspuren der Region werden der Frühen Steinzeit zugeordnet (Steinbeile, Fundort bei  Üxheim). Zahlreiche Hügelgräber am Barsberg bei Bongard, sowie dort eine Ringwallanlage sind wohl frühkeltischen Ursprungs (Vermessung durch das Landesamt für Denkmalpflege, Koblenz 1936/37).
Verschiedene römische Heerstraßen zogen in der Nähe vorbei, z. B. die Cäsarstraße, in ihrem Verlauf in etwa der heutigen B 410 entsprechend. In der Nähe finden sich verschiedene, weitere archäologische Funde der Römerzeit.
Eine erste urkundliche Erwähnung wird auf 1140 datiert, wobei der in der Urkunde verwendete Name Budelar auch dem in der Nähe gelegenen Ort Bauler zugeordnet wird, in anderen Urkunden etwa der gleichen Zeit findet sich auch die Schreibweise als Budeler. In den Schriften der MGH wird Borler von Brunvilare abgeleitet, aus anderen, auch früheren Quellen wird Brunvilare jedoch Barweiler zugeordnet. Um 1200 erscheint der Name Burlat als Sitz des Inhabers eines ⅔ Kirchenzehnts, namens Gerhard von Wiesbaum. Borler gehörte zur Eigenkirche Üxheim im Besitz der Reichsabtei St. Maximin in Trier, einem Benediktinerkloster, welches mit der Abtei Prüm große Anteile an der Kolonisierung der Region über die bestehenden Orte hinaus hatte.
Eine weitere urkundliche Erwähnung aus einem undatierten Schriftstück wird auf 1510–1520 geschätzt, in dem Trierer Feuerbuch von 1563 werden neun Häuser mit eigener Feuerstelle erwähnt.  Geprägt wurde der Ort sicherlich durch das kurkölnische Haus und den kurtrierischen Hof Heyer der Herren zu Heyer, südöstlich des Dorfkernes gelegen. Beide Gebäudegruppen sind nicht mehr existent. Ein Wilhelm von Heyer erscheint 1359 in einer Liste der Burgmänner zu Daun des Erzbischofs Boemund von Trier.
Oberhalb des Hofes auf einer Bergkuppe, dem Heyerberg bestand schon vor 1600 eine Burgkapelle. Diese wurde 1821 entweiht und 2 Jahre später als Abbruch versteigert. Auf deren Gebäuderesten steht die 1875 fertiggestellte neuromanische Heyerbergkapelle. Um die Kapelle besteht ein 1878 geschaffener Kreuzweg mit 14 Stationen.
Bis zur Besetzung durch französische Revolutionstruppen (1794) gehörte Borler zum Kurfürstentum Trier, Amt Daun, Gericht Kelberg, Zentgericht Bongard. Von 1798 bis 1814 war es dem Rhein-Mosel-Departement, Kanton Adenau, Mairie Barweiler zugeordnet. Zu preußischer Zeit gelangte Borler zum Kreis Adenau. Im Zusammenhang mit der kommunalen Neuordnung von Rheinland-Pfalz und der Neubildung der Verbandsgemeinde Kelberg kam die Gemeinde Borler am 7. November 1970 vom gleichzeitig aufgelösten Landkreis Mayen zum Landkreis Daun (heute Landkreis Vulkaneifel).
Die ältesten Häuser des Ortes gruppieren sich um die Bachgasse, die zur Brücke über den Bach führt und um die oberhalb der Bachgasse gelegene Filialkirche St. Leonard. Das Haus „Antünnesse“ (Bachgasse 3, 2006 abgebrochen) ist 1650 erbaut gewesen, das Haus „Mone“ (Hauptstraße 10) 1766.

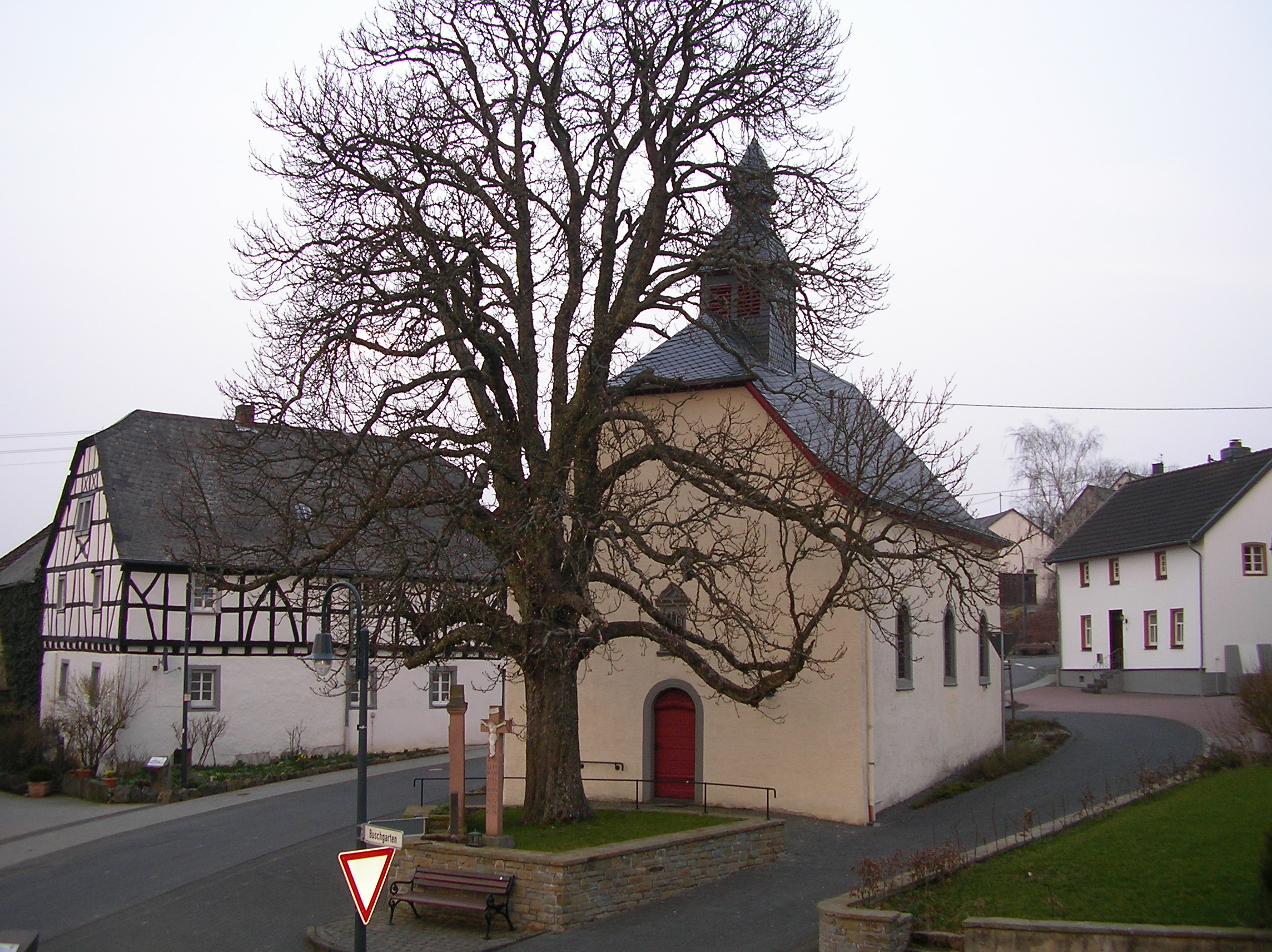
Dorfplatz (Hauptstraße 3): katholische Filialkirche St. Leonhard

Im Zuge des Baus einer zentralen Abwasseraufbereitung für Borler und Nachbarorte mit Bau eines Zentralklärwerkes auf Borler Gemeindegebiet wurde auch das Straßenbild des Dorfes nach Verlegen der Abwasserrohre in den Jahren 2002 bis 2004 umfangreich saniert. Die Kosten für den Strassenbau wurden zum größten Teil von den Bürgern aufgebracht, ebenso die Erschließungskosten der Abwasserkanäle. Alle Straßen und Wege sind neu ausgebaut worden. Doppelseitige Gehweganlagen sind durch einseitige ersetzt worden. Restflächen sind mit so genanntem Magerrasen ausgebaut worden. Der große Spielplatz in der Dorfmitte wurde zu Bauland umgewidmet und durch einen kleineren Spielplatz hinter dem Feuerwehrhaus ersetzt.

## Wirtschaft
Einst prägte die Landwirtschaft das Dorfgeschehen. Aus Mitteln des Marshallplans wurde seinerzeit ein Grünland- und Forschungsinstitut (Versuchs- und Lehranstalt für Grünlandwirtschaft und Futterbau in den Höhengebieten Eifel, Hunsrück, Westerwald und Taunus) eingerichtet. Aus der Lehranstalt wurde 1970 eine umfangreiche Analyse der Bevölkerungssituation und landwirtschaftlichen Gegebenheiten von Borler veröffentlicht. Im Laufe der Zeit wurde die Einrichtung (im Dorf kurz „das Institut“ genannt), welche von der Landwirtschaftskammer Rheinland-Nassau betrieben wurde, aufgegeben und, nach Umbau, nun als Bürgerhaus genutzt. Bis in die 1980er Jahre hinein war Milchvieh prägend in der Landwirtschaft. Das Futter wurde auf den angrenzenden Wiesen und Ackerflächen rund um das Dorf gewonnen. Heute besteht die Landwirtschaft nur noch im Nebenerwerb auf einigen Höfen (2010 wurden noch drei Betriebe gezählt), überwiegend Pferdezucht und -haltung, das Weideland ist an Landwirte aus Nachbarorten verpachtet.

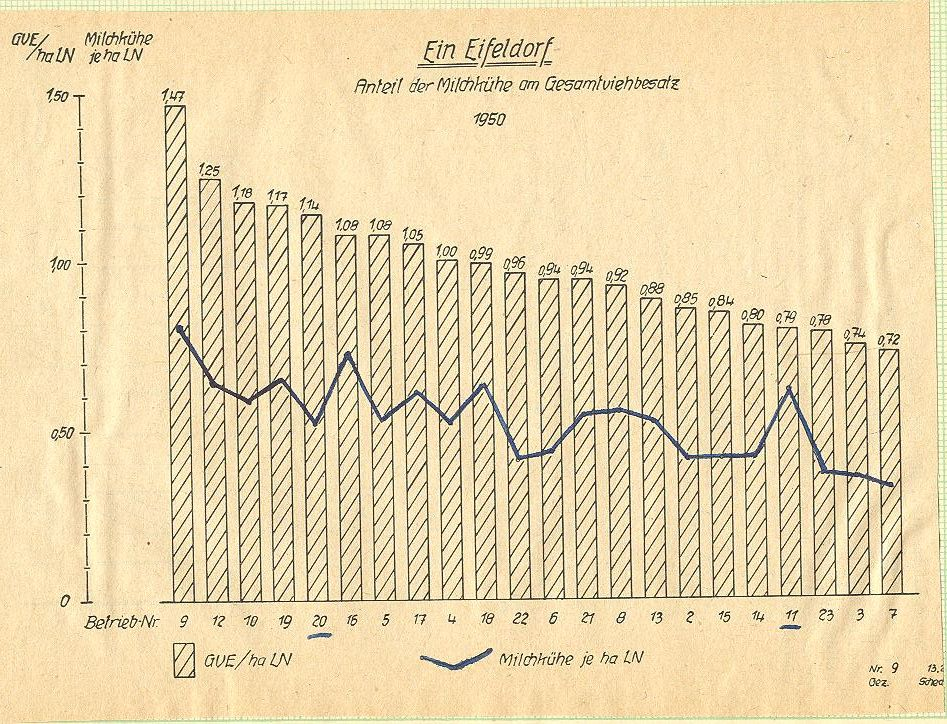
Zahl der Milchkühe 1950

Seit geraumer Zeit bewohnen viele Menschen aus zum Beispiel Belgien, den Niederlanden oder dem Rheinland und Ruhrgebiet gekaufte Häuser als Wochenend-/Feriendomizil.
Der Fremdenverkehr gewinnt als „neuer“ Wirtschaftszweig für das Dorf an Bedeutung, einige der alten Häuser sind saniert und werden als Ferienhäuser zur Vermietung angeboten.
Folgende Wanderwege führen durch Borler:
- Rhein-Kyll-Weg / Hocheifelweg (HWW 14 des Eifelvereins)
- Hochkelberg-Panorama-Pfad (Partnerpfad des Eifelsteigs)
- Geopfad Hillesheim
- Geschichtspfad „Rund um den Hochkelberg“

## Bevölkerungsentwicklung
|                     | 1563 | 1684 | 1817 | 1854 | 1895 | 1925 | 1939 | 1946 | 1950 | 1961 | 1970 | 1980 | 2002 | 2023 |
| ------------------- | ---- | ---- | ---- | ---- | ---- | ---- | ---- | ---- | ---- | ---- | ---- | ---- | ---- | ---- |
| Feuerstellen/Häuser | 9    | 10   |      | 18   | 20   | 23   |      |      |      |      |      |      |      |      |
| Einwohner           |      |      | 104  | 98   | 108  | 107  | 136  | 139  | 140  | 147  | 144  | 103  | 89   | 79   |

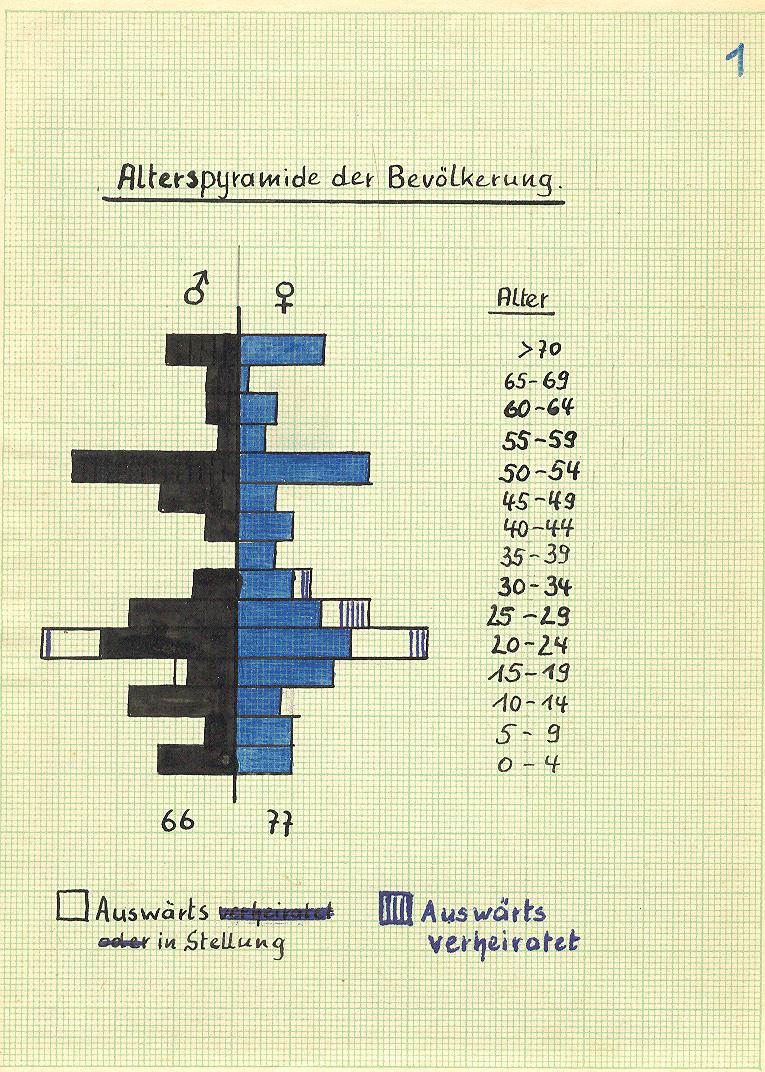
Alterspyramide 1950

(nach Alois Meyer, Erich Mertens: Sagen, Geschichte, Brauchtum aus der Verbandsgemeinde Kelberg, 1. Auflage 1986 sowie Statistisches Landesamt Rheinland-Pfalz)

## Religion
Die Bürger von Borler sind zu ca. 90 % römisch-katholisch. Borler gehört heute zur kath. Pfarrei Bodenbach. In den 1990er Jahren wurde die 1752/53 errichtete Dorfkapelle, die dem Hl. Leonhard geweiht ist, innen und außen mit Unterstützung des Bistums Trier und der Ortsgemeinde umfangreich renoviert.

## Politik

### Bürgermeister
Franz-Josef Neunkirchen ist seit Juni 2019 Ortsbürgermeister von Borler.
Sein Vorgänger war Peter Franke von 1999 bis 2019.

### Wappen
| Wappen von Borler | Blasonierung: „Im geteilten Schild oben in Gold ein wachsender, doppelköpfiger, rot bewehrter, schwarzer Adler, unten in Rot fünf (2:1:2) silberne Ringe.“ |
| Wappen von Borler | |

## In Borler geboren
- Hubert Reuter (* 1927), Agrarwissenschaftler und Ministerialbeamter
- Ute Bales (* 1961), Schriftstellerin